# Тиридат II (Партия)
Тиридат II (на латински: Tiridates II) е цар, узурпатор в Партското царство, който от ок. 30 пр.н.е. до 25 пр.н.е. владее части от царството. Той успява да изгони управляващия цар Фраат IV. Тиридат II след това е победен от Фраат IV и тябва да избяга в Сирия. Той обаче пленява един син на Фраат IV и го предава на римляните. С римска помощ Тиридат II успява през 26 пр.н.е. да завладее части от Месопотамия. Той сече дори свои монети във Вавилония. През следващата година той обаче е победен.